# 梁川紅蘭
梁川 紅蘭（やながわ こうらん、文化元年3月15日（1804年4月24日） - 明治12年（1879年）3月29日）は、江戸時代後期から明治時代初期の漢詩人で、詩集「紅蘭小集」を著している。絵画にも優れており、「群蝶図」が知られる。名は「景」または「景婉」、後に、名を「芝香」、字を「玉書」「月華」「紅鸞」とも称していた。紅蘭は号。姓を「張」とし、「張 紅蘭」「張氏 紅蘭」とも称していた。本姓は稲津。

## 人物
美濃国安八郡曽根村（現在の岐阜県大垣市曽根町）の郷士、稲津長好の次女として生まれた。8歳の頃、曽根村の華渓寺で句を学び、14歳になると又従兄妹の梁川星巌が開いた塾「梨花村草舎」で漢詩を学んだ。
文政3年（1820年）に梁川星巌と結婚するが、彼は三体詩を暗誦することを紅蘭に命じて旅に出た。3年後に星巌が戻ると、紅蘭は三体詩を暗誦していただけではなく、詩をも詠むほど研鑽を積んでいた。この後、紅蘭は星巌の岡山、下関、長崎への旅に付き従う。
旅を終えた夫婦ははじめは江戸に居に構え、弘化2年（1845年）には京に移った。安政5年（1858年）9月2日に星巌がコレラで死亡する。同年9月8日に安政の大獄で投獄された。これは捕縛しようとした星巌が急死したため代わりに捕らえられたともいわれる。また、捕らえられる直前には星巌と吉田松陰や橋本左内等との書簡類を処分したともいう。
その後は星巌の遺稿を整理し刊行した。晩年は京都で私塾を開いている。
生涯で400以上の漢詩を示した他、絵画も残した。
大正13年（1924年）、従五位を追贈された。出身地の岐阜県大垣市曽根には梁川星巌記念館があり、付近の曽根城公園には星巌と紅蘭を顕彰する銅像が設置されている。